# Herbet (Belgique)
Pour les articles homonymes, voir Herbet (homonymie).
Herbet est un hameau de la commune belge de Durbuy situé en Région wallonne dans la province de Luxembourg.
Avant la fusion des communes, il faisait partie de la commune de Bomal.

## Situation
Le hameau se situe sur un plateau voué au pâturage et à la culture surmontant la vallée de l'Ourthe à la sortie du village de Bomal qui se trouve à 2 km. Les autres villages aux alentours sont Tohogne et Verlaine-sur-Ourthe. Herbet fait partie de la région calcaire de la Calestienne.

## Description

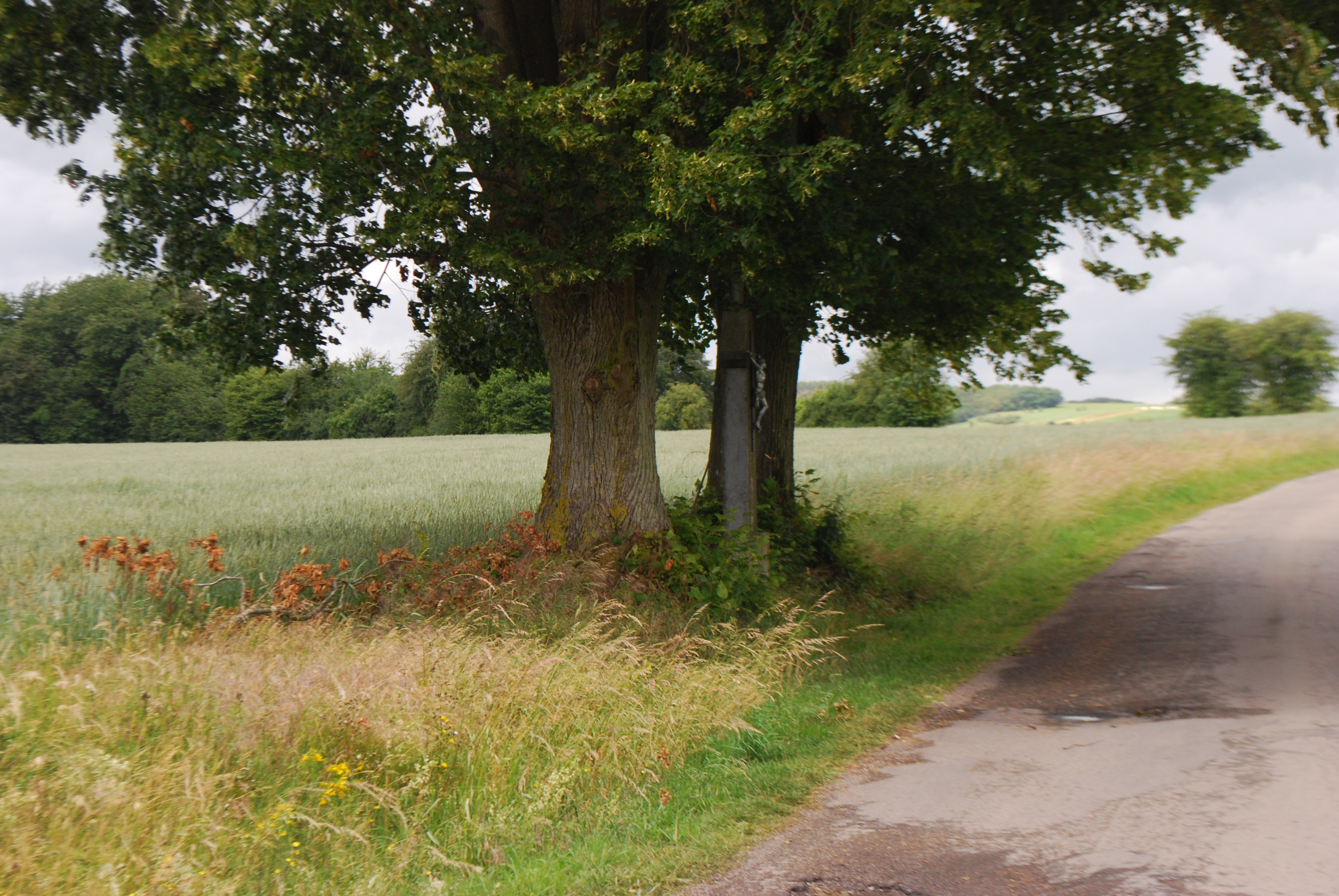
Le crucifix de Herbet

Ce petit hameau est principalement constitué de quatre grandes fermes en carré bâties soit en brique soit en pierre calcaire soit avec ces deux matériaux. L'activité agricole toujours bien présente est aujourd'hui complétée par des possibilités d'hébergement sous la forme de gîtes et de chambres d'hôtes. Herbet possède aussi quelques habitations autres que ces quatre fermes.
Entre Tohogne et Herbet, en pleine campagne et à l'ombre de deux tilleuls, se trouve le crucifix de Herbet où un Christ en fonte et sa croix sont adossés à un pilier en pierre de taille de 2,5 m de hauteur.
Au sud du hameau, en direction de Bomal, le tienne d'Herbet est un massif calcaire au relief accidenté comprenant une forêt calcicole et le vallon du Véhinire. Cette zone naturelle faisant partie de la Calestienne est reprise comme site de grand intérêt biologique